# Alan Stevenson (Ingenieur, 1807)
Alan Stevenson (* 28. April 1807 in  Edinburgh; † 23. Dezember 1865) war ein schottischer Ingenieur und Erbauer zahlreicher Leuchttürme rund um Schottland für die  Board of Northern Lighthouses. 1838 wurde er zum Mitglied der Royal Society of Edinburgh gewählt.
Die Familie der Stevenson hat zahlreiche Leuchtturmbauer hervorgebracht. Bereits sein Vater Robert Stevenson und auch seine Brüder David Stevenson und Thomas Stevenson errichtete Leuchttürme.
Auch seine Neffen David Alan Stevenson und Charles Alexander Stevenson und sein Großneffe und Namensvetter Alan, der Sohn von Alexander, setzten die Tradition weiter fort.
Ein weiterer seiner Neffen war der Schriftsteller Robert Louis Stevenson.

## Verwandtschaftsstruktur
- Robert Stevenson (1772–1850), schottischer Ingenieur und Leuchtturmbauer, Vater
  - Alan Stevenson (1807–1865)
  - David Stevenson (Ingenieur) (1815–1886), schottischer Ingenieur und Leuchtturmbauer, Bruder
    - David Alan Stevenson (1854–1938), schottischer Ingenieur und Leuchtturmbauer, Neffe
    - Charles Alexander Stevenson (1855–1950), schottischer Ingenieur und Leuchtturmbauer, Neffe
      - Alan Stevenson (1891–1971), schottischer Ingenieur und Leuchtturmbauer, Großneffe

  - Thomas Stevenson (1818–1887), schottischer Ingenieur und Leuchtturmbauer, Bruder
    - Robert Louis (Balfour) Stevenson (1850–1894) schottischer Schriftsteller, Sohn

## Leuchttürme von Alan Stevenson
Zwischen 1843 und 1853 baute Alan 13 Leuchttürme rund um Schottland:
- 1843: Little Ross
- 1844: Skerryvore
- 1844: Covesea Skerries
- 1846: Chanonry Point
- 1846: Cromarty
- 1847: Cairn Point
- 1847: Loch Ryan
- 1849: Noss Head
- 1849: Ardnamurchan
- 1850: Sanda
- 1850: Hestan Island
- 1851: Hoy Sound High und  Hoy Sound Low, Graemsay
- 1853: Arnish Point